# ゲミュンデン (フェルダ)
ゲミュンデン (フェルダ) (ドイツ語: Gemünden (Felda), ドイツ語発音: [gəˈmʏnd̩n]) は、ドイツ連邦共和国ヘッセン州フォーゲルスベルク郡に属す町村（以下、本項では便宜上「町」と記述する）である。

## 地理

### 位置
ゲミュンデン (フェルダ) は、フォーゲルスベルク山地から流れ下るフェルダ川およびオーム川沿いに位置する。フォーゲルスベルクの北西、フォルデラー・フォーゲルスベルクおよびウンテラー・フォーゲルスベルクに面したオーバーヘッセン地方に含まれる。
ゲミュンデンは大局的にはギーセンとバート・ヘルスフェルトとの間に位置する。町内をアウトバーン A5号線が通っている。

### 隣接する市町村
ゲミュンデンは、北西はホムベルク (オーム)、北東はキルトルフ、東はロムロート、南東はフェルダタール、南西はミュッケと境を接している（いずれもフォーゲルスベルク郡）。

### 自治体の構成
ゲミュンデン (フェルダ) の町は、以下の 7 つの地区からなる。これらは 1971年の地域再編で合併し、現在の自治体を形成した。
- ニーダー＝ゲミュンデン
- ブルク＝ゲミュンデン
- エーリングスハウゼン
- ハインバッハ
- エルペンロート
- オッターバッハ
- リュルフェンロート

町政機関はニーダー＝ゲミュンデンにある。

## 行政

### 議会
ゲミュンデン (フェルダ) の町議会は、15議席からなる。

## 引用
1. ↑  Hessisches Statistisches Landesamt: Bevölkerung in Hessen am 31.12.2023 (Landkreise, kreisfreie Städte und Gemeinden, Einwohnerzahlen auf Grundlage des Zensus 2011)]
2. ↑  Max Mangold, ed (2005). Duden, Aussprachewörterbuch (6 ed.). Dudenverl. p. 356. ISBN 978-3-411-04066-7
3. ↑  2011年3月27日の町議会議員選挙結果、ヘッセン州統計局（2012年7月14日 閲覧）